# Valnoctamide
Le valnoctamide (DCI, USAN) est utilisé en France comme sédatif-hypnotique depuis 1964. Il s'agit d'un isomère structurel du valpromide, un promédicament de l'acide valproïque ; contrairement au valpromide, cependant, le valnoctamide n'est pas transformé en son acide homologue, l'acide valnoctique, in vivo.

## Indications
En plus d'être un sédatif, le valnoctamide a été étudié pour son utilisation dans le traitement de l'épilepsie,,.
Il a été étudié dans son utilisation pour la douleur neuropathique en 2005 par Winkler et al., avec de bons résultats : il avait des effets minimes sur la coordination motrice et la vigilance à des doses efficaces, et semblait être aussi efficace que la gabapentine.
RH Belmaker, Yuly Bersudsky et Alex Mishory ont lancé un essai clinique sur le valnoctamide pour la prophylaxie de la manie en remplacement de l'acide valproïque ou de ses sels, beaucoup plus tératogènes.

## Effets secondaires
Les effets secondaires du valnoctamide sont généralement mineurs et comprennent la somnolence ainsi que de légers troubles moteurs, comme mentionnés ci-dessus.

## Interactions
Il est connu que le valnoctamide augmente, par inhibition de l'époxyde hydrolase, les taux sériques de carbamazépine-10,11-époxyde, le métabolite actif de la carbamazépine, parfois jusqu'à des niveaux toxiques.

## Pharmacologie
Le valnoctamide est un composé racémique composé de quatre stéréoisomères, qui se sont tous révélés plus efficaces que l'acide valproïque dans des modèles animaux d'épilepsie et dont l'un [(2S,3S]-valnoctamide) a été considéré comme un bon candidat par Isoherranen et al. pour un anticonvulsivant en août 2003.
Le butabarbital peut être hydrolysé en valnoctamide.